# Etrurus
Etrurus is een vliegengeslacht uit de familie van de roofvliegen (Asilidae).

## Soorten
- E. emarginatus (Loew, 1849)